# تامي لوك
تامي لوك (بالإنجليزية: Tammy Locke)‏ هي مغنية وممثلة أمريكية، ولدت في 19 سبتمبر 1959 في كاليفورنيا في الولايات المتحدة.

## وصلات خارجية
- الموقع الرسمي
- تامي لوك على موقع IMDb (الإنجليزية)
- تامي لوك على موقع قاعدة بيانات الفيلم (الإنجليزية)
- تامي لوك على موقع كينوبويسك (الروسية)